# ریازکووتسی
ریازکووتسی (به بلغاری: Ryazkovtsi) یک منطقهٔ مسکونی در بلغارستان است که در شهرستان گابروو واقع شده‌است.